# Lotzebach
Der Lotzebach ist ein 6,5 Kilometer langer:S. 1 linker Zufluss der Elbe im Westen der sächsischen Landeshauptstadt Dresden. Auf seinem nordwärts gerichteten Weg:S. 2 durchfließt er die Dresdner Ortschaften Mobschatz, Oberwartha und Cossebaude. Die Mündung des Bachs in die Elbe erfolgt kurz bevor diese am Kleditschgrundbach nach über 30 Flusskilometern die Dresdner Stadtgrenzen verlässt.
In seinem Oberlauf ist er in den unbebauten Gebieten in einem naturnahen bis natürlichen Zustand. Insgesamt sind etwa 0,9 Kilometer des Bachlaufs verrohrt, der Großteil davon entfällt auf den Unterlauf.:S. 2

## Verlauf
Der Lotzebach entspringt in einer Geländemulde zwischen dem Autobahndreieck Dresden-West und Podemus.:S. 2 Von dort aus fließt er die ersten rund 400 Meter in ostnordöstlicher Richtung, wendet sich dann allerdings nach Nordwesten und unterquert nach weiteren 300 Metern die Bundesautobahn 4 rund 900 Meter ostnordöstlich des Mittelpunkts des Autobahndreiecks. Nördlich der Autobahnbrücke ist der Lotzebach an einige Regenrückhaltebecken angebunden, die im Rahmen des Dresdner Hochwasserschutzes bei Starkregenereignissen ein schnelles Anschwellen des Bachs verhindern. Im weiteren Verlauf zwischen dem westlich gelegenen Rennersdorf und dem östlichen Brabschütz nimmt er in kurzem Abstand von links den südlich des namensgebenden Orts entspringenden Rennersdorfer Bach, von rechts den Brabschützer Dorfbach und wiederum von links den Rennersdorfer Dorfbach auf. Ab diesem Abschnitt wird das Lotzebachtal von der Kreisstraße 6240 (Schützenstraße – Lotzebachstraße – Talstraße) bis nach Cossebaude begleitet. Das Ufer ist dadurch zumeist einseitig mittels einer Stützmauer gesichert.:S. 3

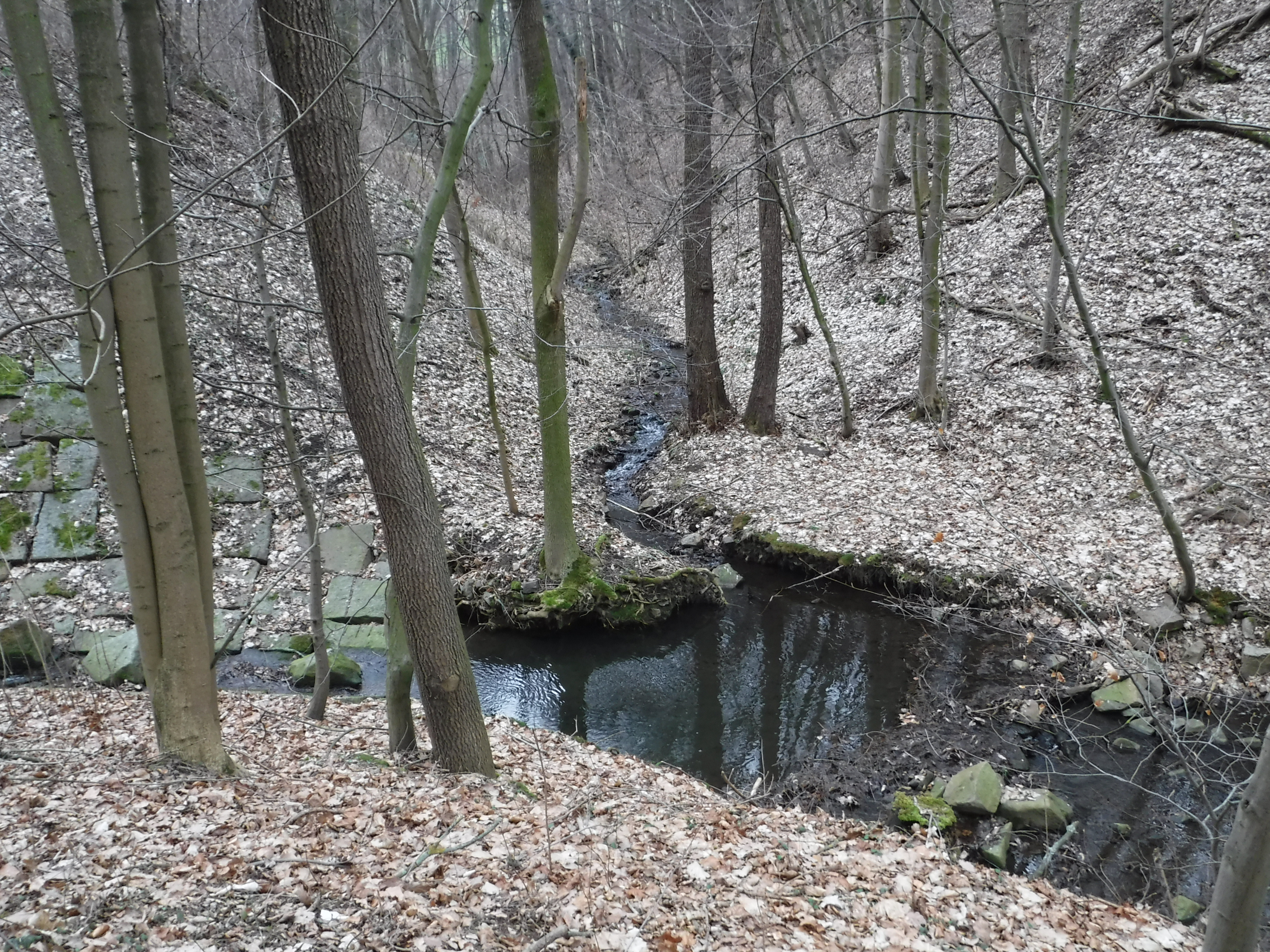
Mündung des Sickerbachs
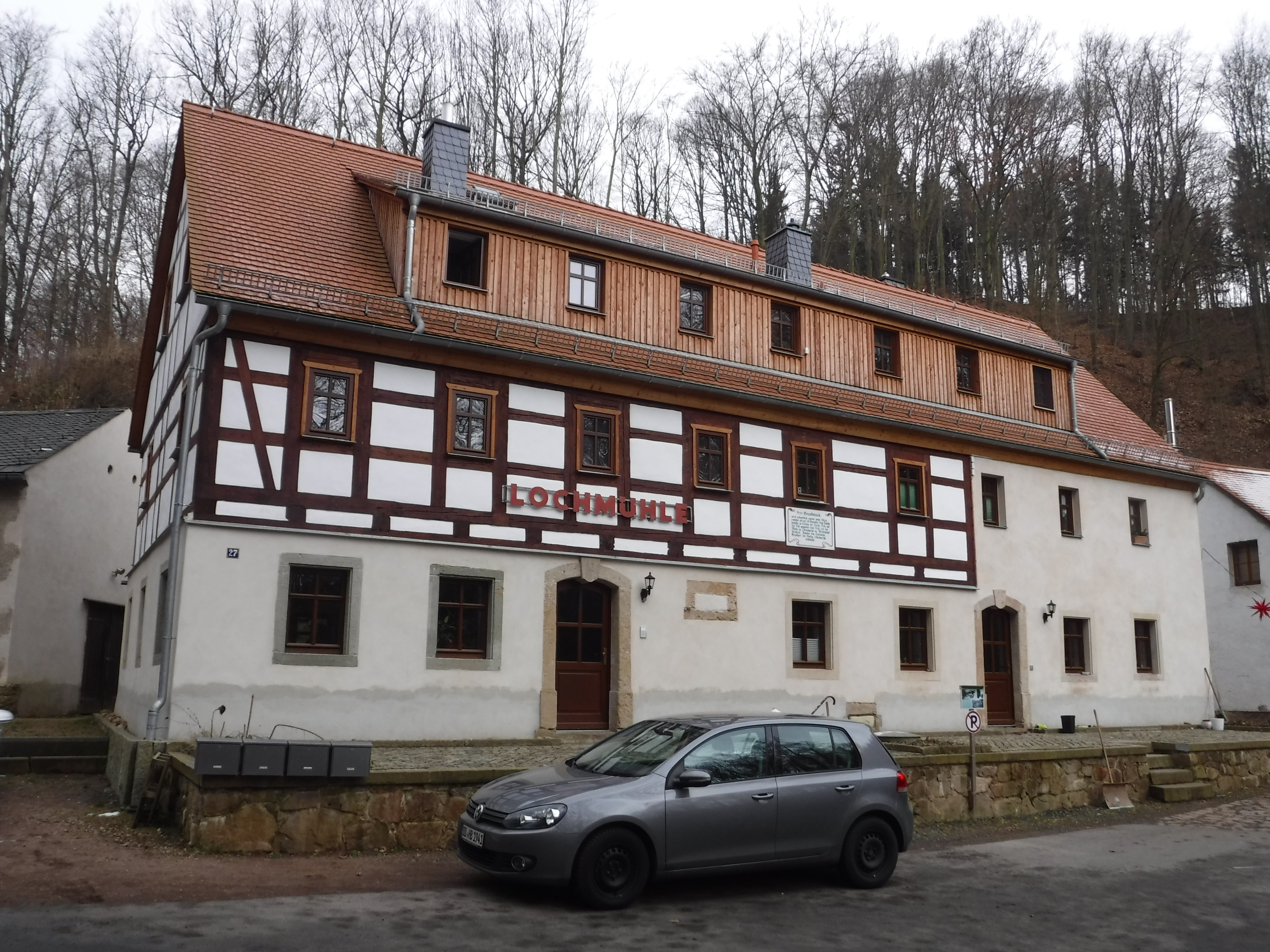
Lochmühle
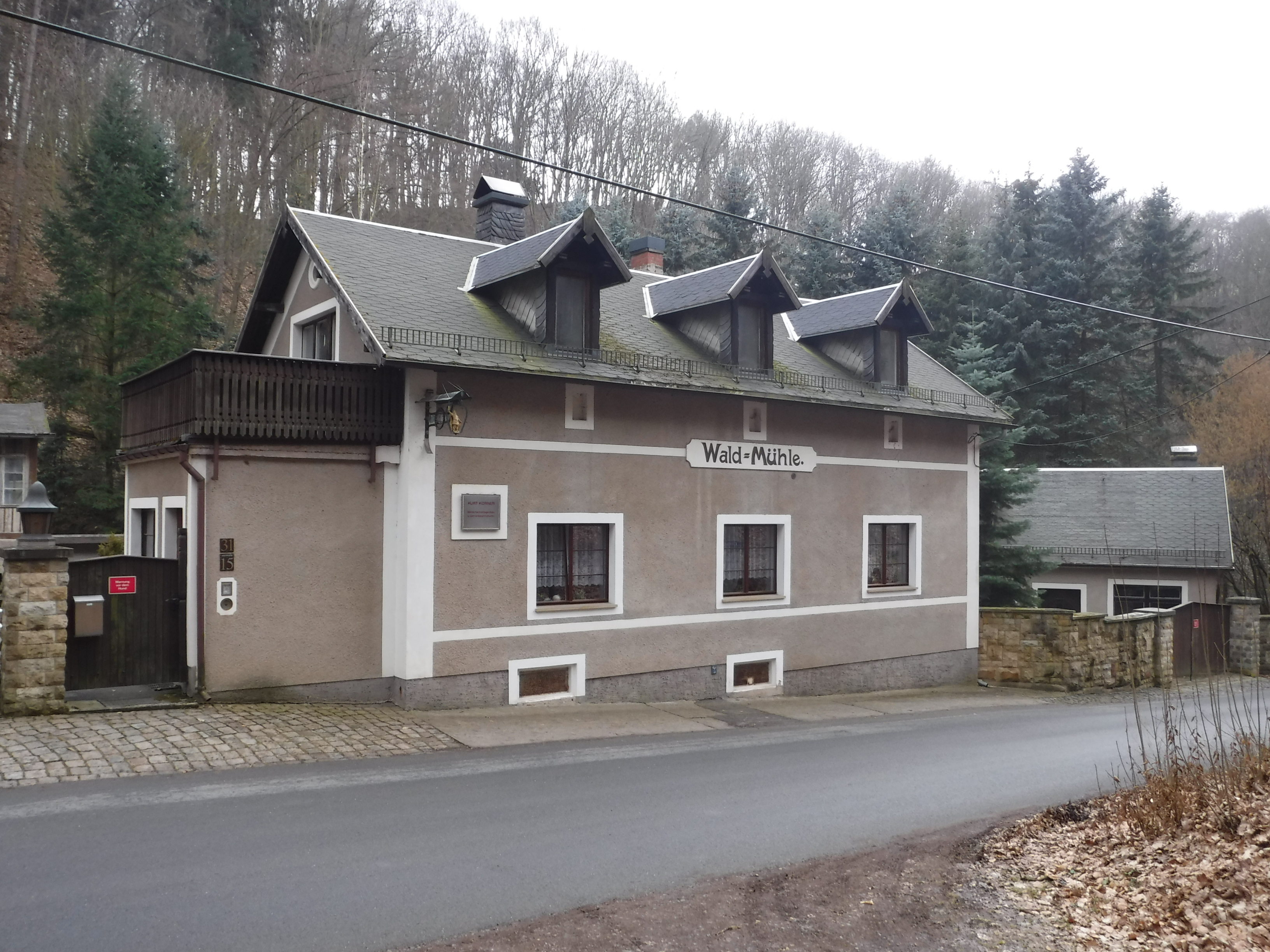
Waldmühle

Rund 1,2 Kilometer nach der Autobahnbrücke fließt dem Lotzebach von links der Sickerbach zu, der einen kleinen Teil des Wassers aus dem Stausee Oberwartha (oberes Becken des Pumpspeicherwerks Niederwartha) abführt. Dadurch hat der Lotzebach auch eine Verbindung zum südöstlich des Autobahndreiecks bei Unkersdorf entspringenden Unkersdorfer Silberbach und den ihn kurz vor der der Vorsperre des Stausees speisenden Unkersdorfer Feldbach.
Knapp 200 Meter nach der Sickerbachmündung befindet sich die Lochmühle, eine ehemalige Wassermühle. Die schon um das Jahr 1400 erwähnte und vom Lotzebach angetriebene Getreidemühle war bis nach dem Ersten Weltkrieg in Betrieb. Rund 200 Meter weiter flussabwärts steht die Waldmühle, ebenfalls eine ehemalige wasserbetriebene Getreidemühle. Beide Mühlen gehören zu den technischen Denkmalen in Dresden. Wasserbauliche Anlagen wurden nach dem Jahrhunderthochwasser 2002 allerdings zurückgebaut, was zur Verbesserung der Gewässerstruktur führte.:S. 3
Etwa 150 Meter flussabwärts der Waldmühle nimmt der Lotzebach linksseitig den vom (ebenfalls denkmalgeschützten) Oberwarthaer Klostergut kommenden Klostergutbach auf und wendet sich in eine nordöstliche Richtung (anfangs ostnordöstlich, später nordnordöstlich). Dabei tritt der Bach auch in bebautes Gebiet ein, nimmt den linksseitigen Hässiger Bach auf, passiert die Ortsteil- und Gemarkungsgrenze von Oberwartha nach Cossebaude und durchfließt die Gärten der Wohnhäuser entlang der Talstraße, wobei die Erscheinungsform seines Bachbetts von naturnah bis verrohrt reicht.:S. 3 Am Friedhofsweg mündet der am Bergfriedhof Cossebaude vorbeifließende Rauschebach ein. Etwa einen halben Kilometer weiter, an der Weinbergstraße, nimmt der Lotzebach den Jahnbach auf. Der von ihm gespeiste Rodelbach entspringt ebenfalls in Cossebaude und wird seit 2002 im Bedarfsfall durch ein Regenrückhaltebecken reguliert.
An der Bahnstrecke Berlin–Dresden, ein Drittelkilometer nach der Jahnbachmündung und unweit des Bahnhofs Cossebaude, knickt der Lotzebach um 90° nach Nordwesten ab und verläuft fortan parallel zur Bahntrasse in einem befestigten, trapezförmigen Bachbett sowie stellenweise verrohrt. Ursprünglich floss der Bach, wie er noch um 1880 auf Karten verzeichnet war, weiter nördlich, bog in den Bereich des erst später errichteten Stausees Niederwartha (unteres Becken des Pumpspeicherwerks) ein und mündete dort in die Elbe.
Im heutigen Verlauf unterquert der Lotzebach die Meißner Straße (B 6) und ist dort am Stausee verrohrt. Am Rand des Cossebauder Parks, rund einen Kilometer nach dem 90°-Knick, nimmt er im verrohrten Bachbett den von Südwesten kommenden Amselgrundbach linksseitig auf. Der von diesem durchflossene Amselgrund bildet die Grenze zwischen Cossebaude und Niederwartha und zählt, wie das Lotzebachtal, zu den Linkselbischen Tälern. Nach knapp einem weiteren Kilometer nimmt der Lotzebach linksseitig an den Niederwarthaer Elbbrücken seinen wichtigsten Zufluss auf, den Tännichtgrundbach – ehemals ein Zufluss der Elbe. Nahe der Autobahnraststätte Dresdner Tor entspringend, bildet jener im Tännichtgrund abschnittsweise die westliche Stadtgrenze Dresdens.
Rund 200 Meter nach der Einmündung des Tännichtgrundbachs mündet der Lotzebach in die Elbe.